# 南关镇 (灵石县)
南关镇，是中华人民共和国山西省晋中市灵石县下辖的一个乡镇级行政单位。

## 行政区划
南关镇下辖以下地区：
镇域社区、河东社区居民委会员、紫金社区第一社区、紫金社区第二社区、富家滩社区、南关村、道美村、杏卜村、石柜村、石桥村、南沟村、南岭村、王家岭村、沙腰村、董家岭村、毛家岭村、栾卜村、三教村、东许村、东峪口村、东后庄村、前庄村、师家沟村、金旺村、乔家山村、韩家洼村、西许村、湾立村、圪塔村、仁义村、赵家焉村、吴庄村、李家庄村、郝家掌村、沟东村、逍遥村、王家沟村、道阡村、柏圪塔村、窑上村、秋牧村、焉则村、沟峪滩村、后河底村、桃纽村、苏家庄村和阁老洼村。

## 中国传统村落
2013年8月，董家岭村获批第二批中国传统村落。